# Christopher Vilhelm Dreyer
Christopher Vilhelm Dreyer (2. oktober 1738 i Helsingør – 28. august 1810 på et hotel i Clichy-la-Garenne) var en dansk diplomat.

## Karriere
Han var født i Helsingør, hvor hans fader, handelsfuldmægtig, senere købmand Christian Sigmund Lichtwart Dreier (1710-1747), var en velstående købmand, og blev student 1756, privat dimitteret. Moderen hed Sara de Maine (død 1742). Efter at have uddannet sig ved studier og rejser i udlandet, især i England og Frankrig, blev han på anbefaling af Hans Caspar von Bothmer ansat som auskultant i Rentekammeret, hvor den ældre Bernstorff, der overalt spejdede efter dygtige yngre mænd, som kunne anvendes i diplomatisk tjeneste, opdagede ham. Han blev da anbragt som legationssekretær i Sankt Petersborg, i det han dog foreløbig bibeholdt sin stilling i Rentekammeret og udnævntes til kommitteret. I Petersborg forblev han fra august 1764 til juni 1771, da han forflyttedes til Stockholm, men næppe ankommet dertil, blev han i deccember samme år efter grev Jørgen Scheels pludselige død beordret tilbage til Petersborg for at overtage gesandtskabsforretningerne som chargé d'affaires. Dette ophold forlængedes ud over den nye gesandt, kammerherre Christian Numsens ankomst i september 1772, dels fordi denne trængte til kyndig vejledning, dels fordi man i København tænkte på ved siden af gesandten hos kejserinden at akkreditere Dreyer som selvstændig minister hos storfyrst Poul i dennes egenskab af hertug af Holsten-Gottorp. Men dette passede ikke til den afhængige stilling, i hvilken kejserinden ønskede at holde sønnen, og således fik Dreyer da endelig i april 1773 sit længe nærede ønske opfyldt om at kunne forlade Rusland. Han udnævntes til ministerresident i Warschau, men fik udsættelse med at tiltræde sin nye post, indtil den ved delingen 1772 fremkaldte bevægelse havde fået tid til at sætte sig noget. I Warschau forblev han indtil januar 1777, da han blev sendt til London, først som ministerresident, men allerede i august det følgende år udnævntes han til gesandt, og han førte således de vanskelige forhandlinger om den neutrale skibsfart under den nordamerikanske frihedskrig. I december 1784 forflyttedes han til Madrid og derfra i slutningen af 1796 endelig til Paris, hvor han repræsenterede Danmark under Direktoriet, Konsulatet og kejserdømmet indtil sin død, der indtraf 28. august 1810 som følge af en operation for sten.

## Karakteristik
Dreyer adskiller sig i meget fra sine samtidige kolleger af den bernstorffske skole. Han var ikke blot dansk, men hørte desuden ved sin fødsel til samfundets bredere lag, hvori de nationale ejendommeligheder træder skarpest frem, og det hjem, fra hvilket han var udgået, udmærkede sig vistnok mere ved arbejdsomhed og praktisk sans end ved højere dannelse. Hans karakter og egenskaber, væsen og åndsretning bærer mærke deraf. Litteratur og kunst lå ham fjernt, hvad der også viser sig i hans franske depecher, der hverken udmærker sig ved stil eller sproglig korrekthed. Derimod samlede alle hans evner og interesser sig om hans praktiske embedsgerning, og han frembyder i alle henseender typen for en dygtig dansk embedsmand på den tid, begrænset, men med hele sin sjæl i sin gjerning, pligtopfyldende, men tillige selvstændig og vedholdende i sine anskuelser. Statsmand var han egentlig ikke, men han indberettede med nøjagtighed de enkelte begivenheder, om hvilke han altid vidste at holde sig vel underrettet, forudså ofte, hvad der forestod i den nærmeste fremtid, hvorimod han vanskelig hævede sig til et højere og almindeligere overblik. Hans styrke viste sig navnlig i behandlingen af de enkelte konkrete spørgsmål, som direkte berørte vore politiske og kommercielle interesser. Dem kendte han til bunds, og dem forsvarede han med national sejhed uden at lade sig afvise og med en djærvhed, der tåltes, fordi den så umiskendelig var præget af ærlighed og interesse for sagen. Den samme sikkerhed viste han lige over for sin egen regering. Frimodig indberettede han, hvad han erfarede, uden at lade sig afholde af den erfaring, at overbringeren af en uvelkommen efterretning ikke tør regne på nogen venlig modtagelse, tilbageholdt ikke sin mening om, hvad der burde gøres, ja tillod sig, hvor han anså det for påtrængende nødvendigt, selv at tage et initiativ eller vel endog at tilsidesætte en ordre. Det er rimeligt nok, at man af ham tålte, hvad man ikke ville have tålt af andre, men de to ældre Bernstorff'er havde han dog sikkert ikke vovet at byde, hvad den tredje, Christian Bernstorff, fandt sig i.

## Politiske holdninger
I sine politiske anskuelser var han stærkt konservativ, og hvad han havde set i Rusland, Polen, London, Madrid og senest i Paris, bestyrkede ham kun i den overbevisning, at den bedste regeringsform var den oplyste enevælde, således som den gennemførtes her hjemme. Men han var for meget dansk til ikke at føle en instinktmæssig uvilje mod det tyske elements overvægt. Skønt ansat af den ældre Bernstorff, nærede han dog allerede som ung sekretær ingen sympati for ham, hvortil vel også kom, at dennes undertiden noget vel storslåede og fjerntskuende politik måtte være hans prosaiske og sobre natur fremmed. Som modsætning dertil tiltaltes han langt mere af Adolph Sigfried von der Ostens tilbagetrukne udenrigspolitik, som han i det hele synes at have bevaret stor velvilje for denne ellers almindelig strengt bedømte minister fra den tid, da han ansattes som sekretær hos ham i Petersborg, og dette er så meget mærkeligere, som han kom der hen med forudfattet mening om von der Ostens upålidelighed og underfundighed. Det er sandsynligt, at den nationale forskellighed ligeledes var medvirkende årsag til, at han endnu mindre kunne finde sig til rette med Achatz Ferdinand von der Asseburg, som derefter blev hans chef i Sankt Petersborg, men denne stødte ham desuden ved sit kolde, aristokratiske væsen, og fordi Dreyer mistænkte ham for at hælde til Preussen. Forholdet mellem Dreyer og Christian Bernstorff var vel upåklageligt, men de obligate høflige vendinger røbe ingen gensidig sympati, og det turde vel være, at de gentagne og indtrængende tilbud, som regeringen i 1799-1800 gjorde Dreyer om at indtræde som præsident i General-Toldkammeret, nok så meget var fremkaldte af ønsket om at blive af med en ikke ganske behagelig underordnet som ved udsigten til, at hans store erfaring i skibs- og handelssager kunne komme disse rigernes vigtigste erhvervsgrene til gode i videre omfang end hidtil. Derimod gav Niels Rosenkrantz ham i den korte tid, han var hans overordnede, gentagne beviser på påskønnelse.

## Forholdet til Sverige
Lige over for Sverige og svenskere synes dreyer ikke at have delt sine landsmænds traditionelle uvilje. I alt fald havde denne følelse hos ham måttet vige for erkendelsen af den fare, der fra Rusland truede hele Norden. I 1810 arbejdede han derfor ufortrødent på at vinde kejseren for, at hele skandinavien forenedes under Frederik VI "med samme Forfatning for alle 3 Riger", og hvis det ikke var muligt, at tronfølgervalget i Sverige da i alt fald måtte falde på prins Christian eller i det mindste på hertugen af Augustenborg, hvor lidet skikket han end i øvrigt anså denne sidste til at bestige en trone. Og med samme iver søgte han at hindre Bernadottes valg, som han betragtede som ensbetydende med Nordens absolute underkastelse under Napoleon.

## Tiden i Frankrig
Dreyer var en smuk og beleven mand, vindende ved sin åbenhed og ærlighed, og han nød stor agtelse for dygtighed og pålidelighed hos sine kolleger, der ofte søgte hans råd, og hos de udenrigsministre, med hvem han havde at forhandle. I Frankrig var hans stilling ganske enestående. Talleyrand, med hvem han tidlig var kommet i berøring, da denne var udenrigsminister under Direktoriet og atter blev det efter 18. brumaire, satte stor pris på ham og vedblev også senere under kejserdømmet at gøre ham væsentlige tjenester, uagtet Dreyer just ikke havde skånet ham, men fx en gang, da ministeren forsikrede oprigtig at ville arbejde på, at Danmarks krav angående dets neutrale skibsfart blev opfyldt, ganske tørt svarede: "Jeg skal vist aldrig paaberaabe mig Deres Løfter og Forsikringer, som jeg har lært ikke at sætte nogen Lid til". Men også Napoleon viste ham en opmærksomhed, der ellers kun faldt i de ministres lod, som han havde en bestemt interesse af at vinde. På sin side nærede Dreyer stor beundring for napoleons geni, uden dog at være blind for hans fejl eller at lade sig drage et skridt videre, end han selv ville. Allerede før 18. brumaire var Dreyer ikke blot personlig overbevist om, at Frankrigs frelse kun kunne komme fra Bonaparte, men han synes endog til dels at have været indviet i forberedelserne til denne revolution. Da Bonaparte var blevet førstekonsul, underholdt han sig ved diplomatkuren, der hver 14. dag holdtes i Tuilerierne, altid længe med Dreyer, spurgte ham om hans mening om den almindelige politik og fandt behag i hans undertiden noget vel åbenhjertige bemærkninger. I 1800, da regeringen under Englands og Ruslands forenede tryk ville kalde ham tilbage og foreløbig havde fjrnet ham fra Paris i form af en orlov, forlangte førstekonsulen gentagende og i så bestemte udtryk hans tilbagekomst, at den fungerende chargé d'affaires, Johan Daniel Timotheus Manthey, til sidst måtte skrive hjem, at "kun Dreyers ufortøvede Tilbagevenden kunde bevare de venskabelige Forhold", og han tilføjer, at "efter sine gjentagne Udtalelser i Paahør af hele det diplomatiske Korps vilde Bonaparte anse sig for personlig fornærmet, hvis man ikke strax sendte en Minister tilbage, som han sætter stor Pris paa for hans sjældne Skarpsindighed og store Kjendskab til de forskjellige Kabinetters Tendenser, og som han desuden vilde bruge for at nærme sig til Rusland". Senere, under kejserdømmet, blev Dreyers adgang til Napoleon selvfølgelig sjældnere, men denne bevarede altid stor velvilje for ham, og ved efterretningen om hans død lod han sin udenrigsminister, hertugen af Cadore, udtale sin dybe beklagelse over dette tab.

## Hæder
Under sin lange embedsbane var Dreyer efterhånden steget op ad rangstiens trin. Da han som sekretær sendtes til Sankt Petersborg, havde han, i betragtning af sin stilling som kommitteret, fået titel af legationsråd; da han akkrediteredes i Warschau, udnævntes han til etatsråd, under sit ophold i London blev han 1777 konferensråd og 1781 hvid ridder, og endelig avancerede han 1795 til gehejmeråd og 1808 til gehejmekonferensråd. Derimod er den barontitel, under hvilken han ofte forekommer i privates erindringer, kun et udtryk for den populære overtro, at en gesandt nødvendigvis måtte være "af adel".

## Familie
Dreyer var ikke gift. I Warschau synes han at have haft en forbindelse, af hvilken han i det mindste havde en søn, der under navnet Alexander Henrik Guillommo (Guillaumot) blev opdraget i hans hus, 25. januar 1800 naturaliseredes som dansk og samme år udnævntes til hans legationssekretær. Efter Dreyers død fungerede han som chargé d'affaires, indtil general Ernst Frederik von Walterstorff kunne overtage gesandtskabet; i 1812 udnævntes han til major i den danske armé. Han døde 7. januar 1814. Ifølge Dreyers egen fremstilling indgik han 1792 hemmeligt ægteskab med Maria Anguilina Mosquera (død 27. oktober 1805). der fulgte ham til Paris, og med hvem han havde 2 døtre og en søn, som han skal have anerkendt på sit dødsleje, og som således kom til at bære hans navn. Ved kongelig bevilling af 13. marts 1810 blev børnene legitimerede. Da han intet efterlod sig, kom døtrene efter hans død til København, hvor de optoges i det gæstfrie brunske hus. Der blev den ene gift med en spansk diplomat Villena; den anden forblev ugift og modtog langt senere en stilling som selskabsdame hos grevinde Danner. Hun døde 1870.
Dreyer er begravet på Père-Lachaise i Paris.

## Gengivelser
Portrætmaleri af F.L. Abbott, stukket af John Jones ca. 1781-84. Stik af Gilles-Louis Chrétien efter tegning af Fouquet. Afbildet på Jacques-Louis Davids maleri 1810 af den franske hærs edsaflæggelse til kejseren 1804 (Château de Versailles).